# Srednja Velika
Srednja Velika je naseljeno mjesto u Republici Hrvatskoj u Zagrebačkoj županiji. 

## Zemljopis
Administrativno je u sastavu općine Preseka. Naselje se proteže na površini od 1,31 km².

## Stanovništvo
Prema popisu stanovništva iz 2001. godine u naselju Srednja Velika živi 76 stanovnika i to u 23 kućanstva. Gustoća naseljenosti iznosi 58,02 st./km².
| broj stanovnika |       |       |       |       |       |       |       |       | 206   | 203   | 187   | 150   | 126   | 90    | 76    | 58    | 41    |
|                 | 1857. | 1869. | 1880. | 1890. | 1900. | 1910. | 1921. | 1931. | 1948. | 1953. | 1961. | 1971. | 1981. | 1991. | 2001. | 2011. | 2021. |